# 范馨香
范馨香（1921年4月3日—1987年11月30日），字欣薌，湖北省應城縣（今應城市）人，法律學者，曾任中華民國司法院大法官。其父范韻珩曾任地方法院院長、最高法院檢察署檢察官，母熊雲鸞為明末名臣熊廷弼之後裔，范馨香即為二人之長女。其夫為中華民國前監察院院長王作榮。

## 生平
范馨香於湖北省立第一女子中學畢業後，1938年以第一志願進入位於重慶的国立中央大学法律系就讀，其在校時學業、體育俱佳，中學時曾代表學校出席湖北省運動會的她，也是一名短跑好手。大學時代亦曾代表學校參加大學校際運動會。
1943年大學畢業後，同年即司法官考試及格。1944年4月接受公務人員高等考試及格人員訓練後旋奉派為四川省長壽縣（今重慶市長壽區）地方法院推事（法官），1944年末與王作榮結婚，其後在一度任江蘇鎮江地方法院推事，其後雖亦曾轉任新疆喀什等地之地方法院推事，惟皆留部辦事。
1949年，隨中华民国政府來台，擔任台灣高等法院推事，1955年升台灣高等法院簡任庭長，是中華民國第一位女性簡任庭長；次年又擔任最高法院推事；1970年升任最高法院庭長，這兩次范馨香又是第一位女性到達此一職位。1972年以「曾任最高法院推事 10 年以上而成績卓著」的資格，出任司法院的大法官，是次於張金蘭女士的第二位女性大法官，後來並於1976年、1985年二次連任該職，至第五屆時已是最年長的大法官。至目前為止，范馨香除了是任職時間最久的女性大法官外，也是唯一連任大法官的女性，甚至就歷屆大法官而言，其任職之久亦僅次於翁岳生、胡伯岳與林紀東三人；而上述有關大法官的諸多紀錄在目前中華民國憲法增修條文第5條第2項規定大法官不得連任後，除非再次修憲，否則將不會有人超越。
在教學方面，1956年起范馨香曾兼任東吳大學及政治大學教授，教授商事法、物權法等課程。在社會活動方面，曾任國際崇她社副會長、國際職業婦女協會會長，並曾多次赴日本、德國及非洲各國考察司法業務及參加國際婦女法學會議。
1987年，范馨香在大法官任內因肝病於臺北去世，終年66歲。2001年，被司法院表揚為「高風亮節司法典範楷模」。現有以其名成立之范馨香法學基金會。